# Jiří Marušák
Jiří Marušák (* 29. listopadu 1975 ve Zlíně) je bývalý český hokejový obránce. Momentálně pracuje pro klub PSG Berani Zlín jako jeden ze tří jednatelů klubů.

## Hráčská kariéra
S profesionálním hokejem začínal v rodném Zlíně, kde debutoval v československé nejvyšší lize v sezóně 1992/1993, kdy odehrál v sezóně 3 zápasy, ale po pauze si odbyl o dva roky později obnovený debut v české nejvyšší lize. Ve Zlíně působil do roku 2003 a s týmem dvakrát postoupil do finále playoff a jednou do semifinále.
Sezónu 2002/03 začal ve Zlíně, ale po odehrání 44 zápasů odešel posílit finský tým Tappara, se kterým vybojoval titul mistra SM-liigy. Po sezóně podepsal jednoletou smlouvu s ruským týmem Metallurg Novokuzněck, se kterým v sezóně 2003/04 postoupil do playoff. V jeho finále Metallurg podlehl týmu Avangard Omsk 2:3 na zápasy. S týmem prodloužil smlouvu i do následujícího ročníku, ve kterém odehrál 54 zápasů. V následující sezóně přestoupil do SKA Petrohrad, v následujícím roce sice s SKA prodloužil smlouvu, ale za 4 měsíce byl zařazen na transfer listinu a odešel zpět do mateřského Zlína. Na konci října ale uplatnil dohodu, podle níž mohl odejít v případě lukrativní nabídky ze zahraničí. Ta přišla od ruského týmu CSKA Moskva. Tam se dohodl na spolupráci až do konce sezóny, ale nakonec odehrál pouhých devět zápasů a poté odešel do švédské nejvyšší ligy do Djurgårdens IF Hockey. Na začátku další sezóny 2007/08 začal vypomáhat týmu HC Vítkovice Steel, ale po 13 zápasech se vrátil zpět do týmu Djurgårdens, kde dohrál sezónu.
Poté se rozhodl pro návrat do vlasti. Podepsal smlouvu s nováčkem extraligy BK Mladá Boleslav, po 21 zápasech sezóny 2008/09 znovu odešel do Ruska do nové zavedené KHL. Stal se hráčem HC MVD Balašicha, kterému se ale nepodařilo postoupit, když skončil na pátém místě Tarasovovy divize. V létě se vrátil do Metallurgu Novokuzněck, kde v minulosti působil, a odehrál v něm celou sezónu 2009/10. Tým skončil na posledním místě.
V roce 2010 se vrátil zpět do týmu BK Mladá Boleslav. Protože ve stejné době odešel z Mladé Boleslavi Richard Král, stal se po něm kapitánem týmu. Tím zůstal až do 9. prosince 2011, kdy se hlavní trenér Miloš Holaň rozhodl ke změně na pozici kapitána, Marušáka nahradil Tomáš Divíšek. Mladá Boleslav v této sezóně doplatila na špatné zaregistrování hráčů a přišla v tabulce o 22 bodů.
Na začátku následujícího ročníku 2011/12 stihl odehrát za Mladou Boleslav čtyři zápasy, poté byl poslán na hostování do konce sezóny do HC Plzeň 1929. Plzeň postoupila až do semifinále playoff. Marušák vedení mužstva svými výkony zaujal a to s ním tak uzavřelo jednoletý kontrakt.

## Ocenění a úspěchy
- 2003 SM-l - Nejlepší střelec mezi obránci
- 2003 SM-l - Nejproduktivnější obránce
- 2012 ČHL - Nejlepší střelec mezi obránci

## Prvenství

### KHL
- Debut - 18. listopadu 2008 (CSKA Moskva proti HC MVD Balašicha)
- První gól - 28. listopadu 2008 (HC MVD Balašicha proti Torpedo Nižnij Novgorod, ruskému brankáři Vitalij Jevdokimov)
- První asistence - 30. listopadu 2008 (HC MVD Balašicha proti Traktor Čeljabinsk)

### ČHL
- Debut - 6. prosince 1994 (AC ZPS Zlín proti HC Dukla Jihlava)
- První asistence - 5. prosince 1995 (HC ZKZ Plzeň proti AC ZPS Zlín)
- První gól - 4. února 1996 (AC ZPS Zlín proti HC Pojišťovna IB Pardubice, českému brankáři Dušanu Salfickému)

## Klubová statistika
| Sezóna        | Klub                  | Soutěž        |     | Základní část | Základní část | Základní část | Základní část | Základní část |   | Play off | Play off | Play off | Play off | Play off |
| Sezóna        | Klub                  | Soutěž        | Z   | G             | A             | B             | TM            | Z             | G | A        | B        | TM       |          |          |
| 1992/1993     | AC ZPS Zlín           | ČSHL          | 3   | 0             | 0             | 0             | 0             | —             | — | —        | —        | —        |          |          |
| 1994/1995     | AC ZPS Zlín           | ČHL           | 1   | 0             | 0             | 0             | 0             | —             | — | —        | —        | —        |          |          |
| 1995/1996     | AC ZPS Zlín           | ČHL           | 15  | 1             | 2             | 3             | 8             | 5             | 1 | 0        | 1        | 6        |          |          |
| 1996/1997     | AC ZPS Zlín           | ČHL           | 31  | 2             | 1             | 3             | 6             | —             | — | —        | —        | —        |          |          |
| 1997/1998     | HC ZPS-Barum Zlín     | ČHL           | 50  | 4             | 6             | 10            | 22            | —             | — | —        | —        | —        |          |          |
| 1998/1999     | HC ZPS-Barum Zlín     | ČHL           | 48  | 8             | 11            | 19            | 83            | 11            | 3 | 4        | 7        | 4        |          |          |
| 1999/2000     | HC Barum Continental  | ČHL           | 51  | 3             | 18            | 21            | 26            | 4             | 0 | 2        | 2        | 2        |          |          |
| 2000/2001     | HC Continental Zlín   | ČHL           | 51  | 5             | 19            | 24            | 32            | 6             | 0 | 1        | 1        | 8        |          |          |
| 2001/2002     | HC Continental Zlín   | ČHL           | 52  | 10            | 24            | 34            | 60            | 11            | 1 | 5        | 6        | 8        |          |          |
| 2002/2003     | HC Hamé Zlín          | ČHL           | 44  | 5             | 19            | 24            | 73            | —             | — | —        | —        | —        |          |          |
| 2002/2003     | Tappara               | SM-l          | 12  | 0             | 1             | 1             | 2             | 15            | 3 | 3        | 6        | 14       |          |          |
| 2003/2004     | Metallurg Novokuzněck | RSL           | 60  | 8             | 12            | 20            | 50            | 4             | 0 | 3        | 3        | 10       |          |          |
| 2004/2005     | Metallurg Novokuzněck | RSL           | 54  | 2             | 12            | 14            | 64            | 4             | 0 | 0        | 0        | 6        |          |          |
| 2005/2006     | SKA Petrohrad         | RSL           | 46  | 3             | 10            | 13            | 36            | 3             | 0 | 0        | 0        | 6        |          |          |
| 2006/2007     | HC Hamé Zlín          | ČHL           | 20  | 3             | 2             | 5             | 24            | —             | — | —        | —        | —        |          |          |
| 2006/2007     | CSKA Moskva           | RSL           | 9   | 0             | 2             | 2             | 8             | —             | — | —        | —        | —        |          |          |
| 2006/2007     | Djurgårdens IF Hockey | SEL           | 19  | 4             | 6             | 10            | 14            | —             | — | —        | —        | —        |          |          |
| 2007/2008     | HC Vítkovice Steel    | ČHL           | 13  | 1             | 1             | 2             | 14            | —             | — | —        | —        | —        |          |          |
| 2007/2008     | Djurgårdens IF Hockey | SEL           | 44  | 6             | 10            | 16            | 26            | 5             | 0 | 1        | 1        | 4        |          |          |
| 2008/2009     | BK Mladá Boleslav     | ČHL           | 21  | 2             | 4             | 6             | 30            | —             | — | —        | —        | —        |          |          |
| 2008/2009     | HC MVD Balašicha      | KHL           | 30  | 3             | 10            | 13            | 66            | —             | — | —        | —        | —        |          |          |
| 2009/2010     | Metallurg Novokuzněck | KHL           | 56  | 2             | 10            | 12            | 68            | —             | — | —        | —        | —        |          |          |
| 2010/2011     | BK Mladá Boleslav     | ČHL           | 52  | 2             | 6             | 8             | 30            | —             | — | —        | —        | —        |          |          |
| 2011/2012     | BK Mladá Boleslav     | ČHL           | 4   | 0             | 0             | 0             | 2             | —             | — | —        | —        | —        |          |          |
| 2011/2012     | HC Plzeň 1929         | ČHL           | 46  | 8             | 10            | 18            | 26            | 9             | 0 | 1        | 1        | 6        |          |          |
| 2012/2013     | HC Plzeň 1929         | ČHL           | 37  | 0             | 7             | 7             | 52            | —             | — | —        | —        | —        |          |          |
| 2012/2013     | HC Pardubice          | ČHL           | 12  | 0             | 2             | 2             | 4             | 4             | 0 | 2        | 2        | 4        |          |          |
| 2013/2014     | PSG Zlín              | ČHL           | 52  | 7             | 14            | 21            | 46            | 17            | 4 | 4        | 8        | 12       |          |          |
| 2014/2015     | PSG Zlín              | ČHL           | 51  | 9             | 16            | 25            | 52            | 7             | 1 | 3        | 4        | 6        |          |          |
| 2015/2016     | PSG Zlín              | ČHL           | 37  | 3             | 12            | 15            | 18            | 10            | 1 | 1        | 2        | 6        |          |          |
| 2016/2017     | PSG Zlín              | ČHL           | 52  | 2             | 13            | 15            | 58            | —             | — | —        | —        | —        |          |          |
| Celkem v ČHL  | Celkem v ČHL          | Celkem v ČHL  | 510 | 54            | 123           | 177           | 432           | 46            | 5 | 13       | 18       | 28       |          |          |
| Celkem v RSL  | Celkem v RSL          | Celkem v RSL  | 169 | 13            | 36            | 49            | 158           | 11            | 0 | 3        | 3        | 22       |          |          |
| Celkem v KHL  | Celkem v KHL          | Celkem v KHL  | 86  | 5             | 20            | 25            | 134           | —             | — | —        | —        | —        |          |          |
| Celkem v SEL  | Celkem v SEL          | Celkem v SEL  | 63  | 10            | 16            | 26            | 40            | 5             | 0 | 1        | 1        | 4        |          |          |
| Celkem v SM-l | Celkem v SM-l         | Celkem v SM-l | 12  | 0             | 1             | 1             | 2             | 15            | 3 | 3        | 6        | 14       |          |          |

## Turnaje v Česku
| Rok    | Tým                 | Liga         | Z  | G | A  | B  | TM |
| ------ | ------------------- | ------------ | -- | - | -- | -- | -- |
| 2000   | HC Continental Zlín | Zepter Cup   | 6  | 0 | 1  | 1  | 2  |
| 2001   | HC Continental Zlín | Tipsport Cup | 6  | 1 | 6  | 7  | 2  |
| 2002   | HC Hamé Zlín        | Tipsport Cup | 6  | 0 | 2  | 2  | 6  |
| 2007   | HC Vítkovice Steel  | Tipsport Cup | 4  | 0 | 3  | 3  | 0  |
| 2008   | BK Mladá Boleslav   | Tipsport Cup | 4  | 1 | 0  | 1  | 2  |
| 2010   | BK Mladá Boleslav   | Tipsport Cup | 5  | 0 | 2  | 2  | 6  |
| Celkem | Celkem              | Celkem       | 31 | 2 | 14 | 16 | 18 |

## Reprezentace
| Rok          | Tým          | Soutěž       | Z | G | A | B | TM |
| ------------ | ------------ | ------------ | - | - | - | - | -- |
| 2002/2003    | Česko        | EHT          | 3 | 0 | 0 | 0 | 0  |
| 2003/2004    | Česko        | EHT          | 2 | 0 | 0 | 0 | 0  |
| Celkem v EHT | Celkem v EHT | Celkem v EHT | 5 | 0 | 0 | 0 | 0  |